# 1345
Пізнє Середньовіччя •  Реконкіста •  Ганза •  Авіньйонський полон пап •  Монгольська імперія •  Чорна смерть •  Столітня війна

## Геополітична ситуація

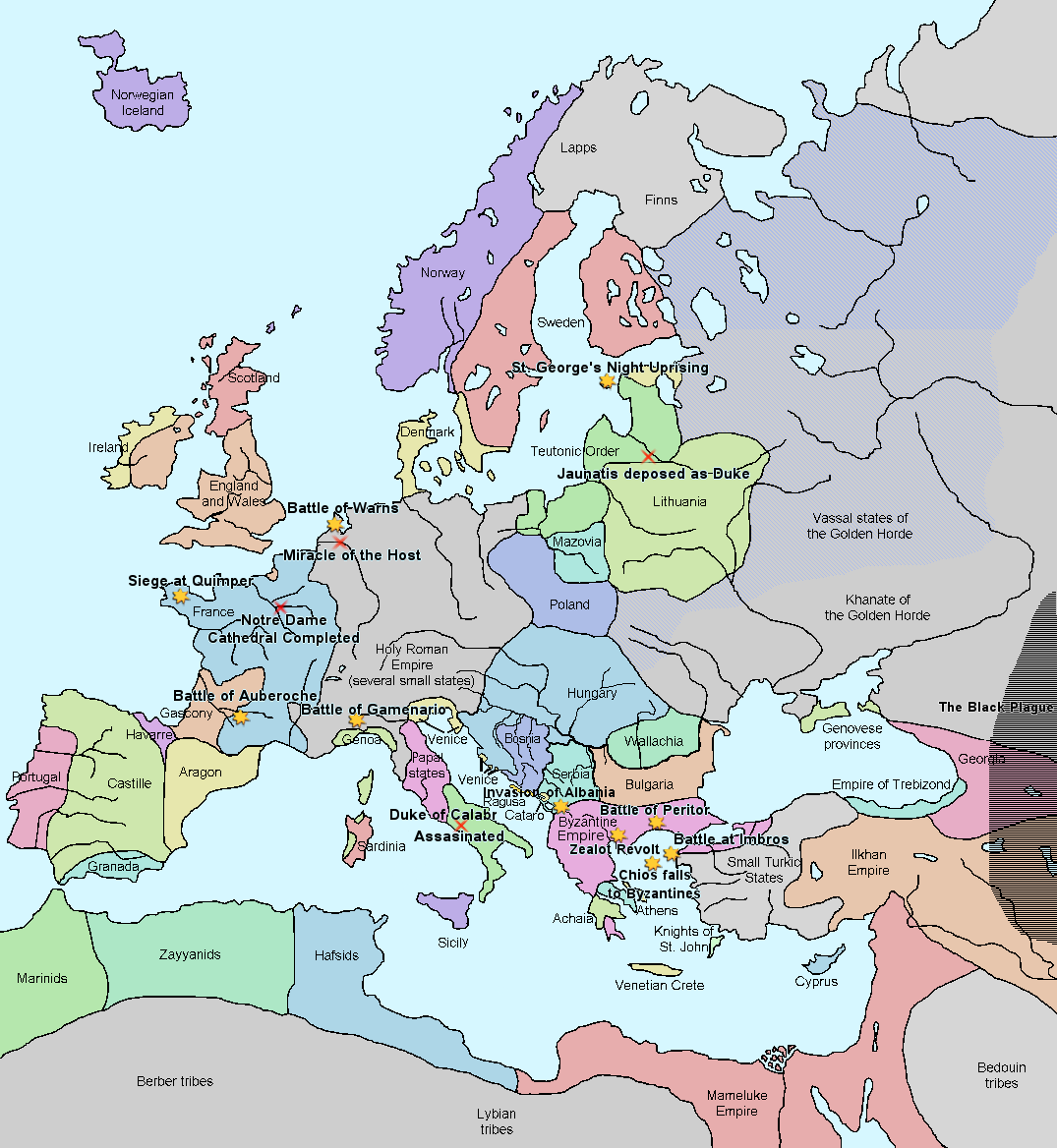
Європа в 1345 році

У Візантії триває громадянська війна (до 1347). Імператором Священної Римської імперії
є Людвіг Баварський (до 1347). У Франції править Філіп VI Валуа (до 1350).
Апеннінський півострів розділений: північ належить Священній Римській імперії, середню частину займає Папська область, південь належить Неаполітанському королівству. Деякі міста півночі: Венеція, Піза, Генуя тощо, мають статус міст-республік. Триває боротьба гвельфів та гібелінів.
Майже весь Піренейський півострів займають християнські Кастилія і Леон, Арагонське королівство та Португалія, під владою маврів залишилися тільки землі на самому півдні. Едуард III королює в Англії (до 1377), Магнус Еріксон є королем Швеції (до 1364), а його син Гокон VI — Норвегії (до 1380), королем Польщі — Казимир III (до 1370). У Литвіі княжить Ольгерд (до 1377).
Руські землі перебувають під владою Золотої Орди. Триває війна за галицько-волинську спадщину між Польщею та Литвою. В Києві править князь Федір Іванович. Ярлик на володимирське князівство має московський князь Симеон Гордий (до 1353).
Монгольська імперія займає більшу частину Азії, але вона розділена на окремі улуси, що воюють між собою. У Китаї, зокрема, править монгольська династія Юань. У Єгипті владу утримують мамлюки. Мариніди правлять у Магрибі. Делійський султанат є наймогутнішою державою Індії. В Японії триває період Муроматі.
Цивілізація мая переживає посткласичний період. Почали зароджуватися цивілізація ацтеків та інків.

## Події
- Великим князем Литовським став Ольгерд, відібравши титул у брата Євнута.
- Європу охопила економічна криза, пов'язана з банкрутством флорентійських банків.
- У Генті та Брюгге спалахнуло повстання ткачів, що призвело до вбивства Якоба ван Артевелде.
- Стефан Душан захопив візантійське місто Серрес і проголосив себе імператором сербів та греків.
- В італійському місті Аверса зловмисники задушили Андраша Угорського, чоловіка королеви Неаполя Джованни I. Король Угорщини Лайош I звинуватив Джованну в причетності до злочину.
- Французький лікар Гі де Шоліяк спостерігав упродовж доби затемнення Сонця й те, як в сузір'ї Водолія зібралися Юпітер, Марс і Сатурн. Пізніше цей збіг знайшов тлумачення як передвісник Чорної смерті.
- У битві проти фризів загинув Гійом д'Авен, і Голландія перейшла до Віттельсбахів, що стало причиною довготривалого конфлікту.
- Португальський принц Педру після смерті своєї дружини Констанс Кастильської при пологах, таємно, за його словами, одружився з її придворною дамою Інес де Кастро.
- Турки здійснили невдалу спробу відвоювати Смірну.